# Martin Forkel
Martin Forkel (* 22. Juli 1979 in Coburg) ist ein ehemaliger deutscher Fußballspieler und heutiger Trainer.

## Als Spieler

### Verein
Der Abwehrspieler debütierte am 13. Dezember 1998 für die SpVgg Greuther Fürth in der 2. Bundesliga und absolvierte bis zum Ende der Saison 2009/10 weitere 163 Zweitligaspiele für Wacker Burghausen und die TuS Koblenz. Nachdem sein Vertrag in Koblenz am Ende der Saison 2009/10 auslief und der Abstieg der TuS aus der zweiten Liga feststand, wechselte Forkel zur Saison 2010/11 zum 1. FC Saarbrücken, wo er einen Zweijahresvertrag unterschrieb. Dort gewann er anschließend zwei Mal in Folge den Saarlandpokal. Obwohl er seinerzeit bei Saarbrücken Stammspieler gewesen war, erhielt Forkel zur Saison 2012/2013 keinen neuen Vertrag. Er wechselte daraufhin zu Borussia Neunkirchen in die Oberliga. Im Jahr darauf kehrte er nach Saarbrücken zurück, wo er ab Saisonbeginn zum Kader der zweiten Mannschaft gehörte. Am 28. September 2013 verhalf ihm der neue FCS-Trainer Milan Šašić im Heimspiel gegen den SV Darmstadt 98 zu seinem Comeback in der 3. Liga, als er ihn in der Schlussminute für Philipp Hoffmann einwechselte. Bis Saisonende absolvierte er dort 23 Drittligaspiele und ging dann noch für eine Spielzeit zurück in die Reservemannschaft. Im Herbst 2020 schloss er sich dann noch kurzzeitig Rot-Weiß Hasborn-Dautweiler in der Saarlandliga an, bevor er seine aktive Laufbahn ganz beendete.

### Nationalmannschaft
Von 1997 bis 1999 absolvierte Forkel insgesamt 15 Partien für diverse deutsche Jugendnationalmannschaften, einen Treffer konnte er jedoch nicht dabei erzielen. Mit der U-18-Auswahl erreichte er bei der Europameisterschaft 1998 auf Zypern das Finale, welches man mit 4:5 n. E. gegen Irland verlor. Ein Jahr später nahm er an dann mit der U-20 an der Junioren-Fußballweltmeisterschaft 1999 in Nigeria teil und kam dort beim Vorrundenaus in zwei Spielen zum Einsatz. 1999 wurde er außerdem noch in sechs Testspielen der U-21-Nationalmannschaft eingesetzt.

### Erfolge
- U-18-Vizeeuropameister: 1998
- Meister der Regionalliga Süd und Aufstieg in die 2. Bundesliga: 2002
- Saarlandpokalsieger: 2011, 2012

## Als Trainer
Forkel begann seine Trainerlaufbahn als Übungsleiter der Reserve- und U-19-Mannschaft des 1. FC Saarbrücken. Anschließend arbeitete er als Fitnesscoach in Vietnam bei dessen A-Nationalmannschaft und dem Hồ Chí Minh City FC. Dann zog es ihn als Co-Trainer zu den beiden iranischen Vereinen Esteghlal Teheran und Baniyas SC. Ab November 2020 trainierte er dann luxemburgischen Zweitligisten FC Berdenia Berburg. Knapp zwei Jahre später gab dann der FC Victoria Rosport die Verpflichtung Forkels zur Saison 2022/23 bekannt.

## Sonstiges
Sein Sohn Gian-Luca Forkel ist ebenfalls Fußballspieler und steht seit 2022 beim FV Eppelborn in der sechstklassigen Saarlandliga unter Vertrag.